# Las nueve revelaciones
Las nueve revelaciones (La profecía celestina) es una novela escrita por James Redfield en 1993. Que analiza varias ideas psicológicas y espirituales arraigadas en múltiples tradiciones orientales antiguas. El personaje principal emprende un viaje para encontrar y comprender una serie de nueve ideas espirituales halladas en un manuscrito antiguo de Perú. El libro es una narración en primera persona del despertar espiritual del narrador mientras atraviesa un período de transición de su vida. La Iglesia, por su parte, intentará evitar que dichos manuscritos sean encontrados debido a la problemática que suponen para la institución.

## Resumiendo
El siguiente es un resumen de los diez pasos descritos por Redfield en su libro "La Novena Revelación".
1. Una masa crítica : Tomando conciencia de las coincidencias en nuestra vida
¿Te sientes inquieto? No estás solo: Todos están empezando a buscar
más significado en su vida. Pon atención a esas "Coincidencias" - que parecen
ser eventos destinados a suceder. Son realmente eventos sincrónicos, y
siguiéndolos, entrarás en tu camino de verdad espiritual.
2. Una nueva manera de mirar el mundo
Observa nuestra cultura dentro de su contexto histórico. La primera mitad
del pasado milenio se malgastó bajo el pulgar de la Iglesia; en la segunda mitad
solo nos preocupamos del bienestar material. Ahora, al fin del siglo XX,
eso ya no nos importa. Estamos listos para descubrir el principal propósito
de la vida.
3. Un Universo de energía dinámica
Empieza a conectarte con la energía que envuelve a las cosas. Con práctica,
aprenderás a ver el aura alrededor de los seres vivos y aprenderás a proyectar
tu propia energía para entregar fuerza.
4. La lucha por el poder : Competencias por la energía humana
Una competencia inconsciente por energía es la base de todos los conflictos.
Dominando o manipulando a otros, nos da energía extra que pensamos
necesitar. Seguro que se siente bien, pero ambas partes resultan dañadas en
el conflicto.
5. Conectándose con la energía divina que llevas dentro
La clave para sobreponerse al conflicto en el mundo es la experiencia
mística, que es alcanzable para cualquiera. Para nutrir lo místico y construir
tu energía, déjate llenar por un sentimiento de amor.
6. Aclarando el camino : Descubriendo tu ruta en la vida
Los traumas de la niñez bloquean nuestra habilidad para experimentar lo
místico. Los humanos, a causa de sus cargas, desembocan en uno de los cuatro
"dramas de control" : Los Intimidadores roban energía del resto con
amenazas. Los Interrogadores la roban juzgando y cuestionando.
Los reservados atraen atención (y energía) coqueteando. Y las Víctimas
nos hacen sentir culpables y responsables por ellos. Date cuenta de la
dinámica familiar que ha creado tu drama de control y concéntrate en
la pregunta principal, que es cómo poder hacer de tu vida una vida de
un mayor nivel a la que tuvieron tus padres.
7. Conociendo tu misión personal : Fluir
Una vez que hayas aclarado tus traumas, puedes construir energía a través
de la contemplación y meditación, concentrándote en el cuestionamiento
básico de tu vida, y empezando a hacer caso a las intuiciones, sueños,
coincidencias sincrónicas, para llevarte a la dirección de tu propia evolución
y transformación.
8. La Ética Interpersonal : Animando a otros
No puedes realizar esa evolución solo, así es que empieza a practicar la
nueva "Etica Interpersonal" animando a quienes crucen tu camino. Habla con
gente que espontáneamente haga contacto visual contigo. Evita las relaciones
de interdependencia. Pon atención a los dramas de control de otras personas.
Cuando estés en grupos, habla cuando el espíritu - en vez del ego - te
motiven.
9. Evolucionando a estados superiores
El propósito es evolucionar más allá de este plano. Menos gente y más
bosques nos ayudarán a mantener nuestra energía y a acelerar nuestra evolución.
La tecnología hará la mayor parte del trabajo por nosotros. A medida que
valoramos la espiritualidad más y más, en algún momento reemplazaremos la
economía de mercado y nuestra necesidad de un empleo remunerado. Podemos
conectarnos con la energía de Dios de una manera que, en algún momento, lleguemos a ser "seres de luz que caminen directamente al cielo".
10. Compartir las iluminaciones del manuscrito
James Redfield no redactó la explicación de cuál sería la décima revelación pero sí dejó un legado de su contenido. En el último pensamiento guía que tuvo la protagonista se mencionó un personaje secundario casi ajeno a las iluminaciones de los manuscritos. La protagonista no supo interpretar el mensaje oculto en su visión. James lo hizo así de forma que el lector pueda interpretarla como quiera. Tenemos aquí parte del contenido de la décima iluminación todos tenemos interpretaciones diferentes y ninguna debe ser desechada porque dependemos de su conjunto formado por todos los seres humanos que viven en la tierra para poder seguir evolucionando."

## Adaptación al cine
En 2006 se realizó su adaptación cinematográfica. Véase Las nueve revelaciones (película).

## Recepción y críticas
El libro fue generalmente bien recibido por los lectores y pasó 165 semanas en la lista de los más vendidos del New York Times. La profecía de Celestine también ha recibido algunas críticas, principalmente de la comunidad literaria, que señalan que la trama de la historia no está bien desarrollada y sirve solo como una herramienta de entrega para las ideas del autor sobre la espiritualidad. [Cita requerida] James Redfield ha admitido que, a pesar de que considera que el libro es una novela, su intención era escribir una historia en forma de parábola, una historia destinada a ilustrar un punto o enseñar una lección.
Los críticos señalan el uso intensivo que hace Redfield de la validación subjetiva y la reificación al tratar con las coincidencias para avanzar en la trama, por lo que dedican más tiempo a concentrarse en la explicación de las ideas espirituales en lugar de promover el desarrollo del personaje o desarrollar la trama de una manera más tradicional.
Los críticos también apuntan a una explicación incorrecta y, en algunos casos, a "hechos" completamente inexplicables como fallas en la historia. Los ejemplos de esto incluyen la sugerencia del autor de la presencia de una sociedad maya en el Perú moderno, en lugar de en América Central, así como la sugerencia de que el manuscrito se escribió en el año 600 aC en las selvas del Perú, a pesar de que Está escrito en arameo. Otro punto de crítica se ha dirigido al intento del libro de explicar cuestiones importantes sobre la vida y la existencia humana de una manera simplificada.

## La saga
Tras la gran aceptación por parte de los lectores, el autor se dedicó a escribir una continuación para el libro, la cual fue titulada La décima revelación, y recientemente ha publicado una continuación: La undécima revelación. Por el momento no hay ningún rumor o información que indiquen la posibilidad de una posible adaptación cinematográfica para dichos títulos.